# Antonio de Ulloa
Antonio de Ulloa y la Torre-Girault (Siviglia, 12 gennaio 1716 – Isla de Léon, 5 luglio 1795) è stato uno scienziato e scrittore spagnolo, governatore di Huancavelica e nel 1766 della Louisiana, un breve mandato, durato solo due anni, segnato da disordini e malcontento, con la popolazione creola francese che si ribellò alla sua autorità e alle sue politiche. Nel 1735 prese parte alla spedizione geodetica francese in Perù, dove tornò nel 1755. È noto come scopritore del platino di cui ne divulgò l'esistenza nella comunità scientifica internazionale con un suo scritto.  Inoltre, de Ulloa riprese la prima eclissi documentata negli Stati Uniti, quella del 24 giugno 1778. Fu anche membro dei massoni, agendo principalmente come consulente scientifico.

## Biografia
Antonio de Ulloa nacque a Siviglia, in Spagna, in una famiglia socialmente importante. Suo padre, Bernardo de Ulloa y Sousa, era noto per i suoi scritti di economia. Suo fratello Fernando sarebbe diventato un ingegnere e il capo dei lavori del Canal de Castilla.  Un altro fratello, Martín, divenne giurista, storico e membro dell'Accademia Reale di Spagna.
Destinato alla carriera navale, all'età di tredici anni Antonio si imbarcò a Cadice sul galeone San Luis, diretto al porto di Cartagena de Indias (nell'attuale Colombia). In questo luogo, il tenente generale López Pintado gli ordinò di imbarcarsi su uno dei due sloop che aveva noleggiato per prevenire il contrabbando sulle coste di Cartagena de Indias e Santa Marta. Nel gennaio del 1731 si recò con la sua flotta a Portobelo, dove rimase per cinque mesi. Più tardi, si trasferì a L'Avana. Durante tutto questo tempo, fu addestrato da Juan José Navarro y López Pintado per l'esame di ammissione all'accademia dei guardiamarina. Ulloa aveva i manuali utilizzati nell'accademia di Cadice, compresi quelli scritti dal suo direttore, Pedro Manuel Cedillo y Rujaque.
Dopo essere tornato a Cadice, Antonio entrò nella Real Compañía de Guardias Marinas (l'Accademia Navale Spagnola) nel 1733.

### Spedizione sudamericana

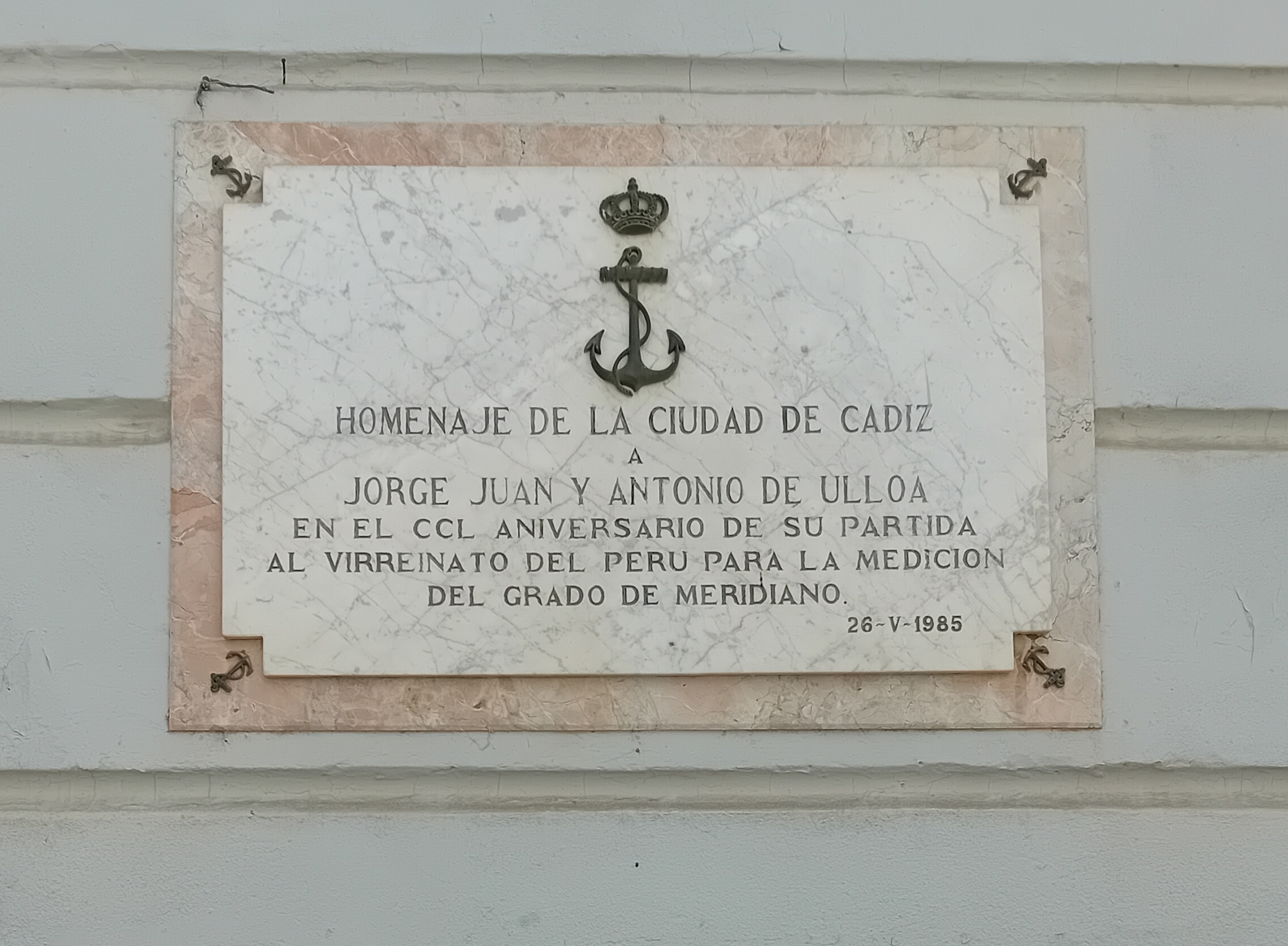
Targa commemorativa della partenza di Jorge Juan e Antonio de Ulloa con la spedizione geodesica, installata nel 1985 vicino all'Arco del Popolo di Cadice

Nel 1733 l'Accademia Francese delle Scienze stava organizzando un'importante spedizione scientifica a Quito, nell'attuale Ecuador, al fine di misurare la lunghezza di un grado di arco meridiano (cioè la latitudine) all'equatore. Questo faceva parte di uno sforzo per determinare la figura precisa della Terra in modo da risolvere il dibattito scientifico tra coloro che credevano, come diceva Isaac Newton, che la terra fosse appiattita ai poli, e coloro che credevano che, come diceva Cartesio, che la terra fosse appiattita all'equatore. Nel 1735, Ulloa e un altro giovane ufficiale di marina, Jorge Juan, furono nominati dalla Corona spagnola per accompagnare la missione geodetica francese a Quito. Si trattava di un incarico delicato, sia dal punto di vista politico che scientifico.
I primi lavori della Missione geodetica francese, guidata da Charles Marie de La Condamine, furono ritardati e ostacolati dalla mancanza di cooperazione da parte delle autorità locali spagnole. Infatti, nel 1737 una disputa personale tra Ulloa e il presidente della Real Audiencia de Quito, Joseph de Araujo y Río, raggiunse un tale punto che Araujo ordinò l'arresto di Ulloa e Juan, annunciando la sua intenzione di farli uccidere. Juan e Ulloa si rifugiarono in una chiesa e Ulloa fuggì attraverso il cordone degli uomini di Araujo, raggiungendo Lima e ottenendo la protezione del viceré del Perù, il marchese di Villagarcía. Quando nel 1739 scoppiò la guerra tra Spagna e Gran Bretagna, Juan e Ulloa, in qualità di ufficiali di marina, parteciparono attivamente alla difesa del Perù.
Ulloa viaggiò in tutti i territori del Vicereame del Perù dal 1736 al 1744, facendo molte osservazioni astronomiche, naturali e sociali. In uno dei suoi rapporti descrisse, per la prima volta nella letteratura scientifica europea, alcune delle proprietà di un metallo che chiamò platina ("piccolo argento") e che incontrò durante la sua ispezione durante le operazioni di ricerca dell'oro nella regione del Chocó, nell'attuale Colombia. Questo metallo sarebbe stato successivamente identificato come un nuovo elemento chimico, ora noto come platino. Ulloa è quindi spesso accreditato come lo scopritore del platino.

Mappa di Jorge Juan e Antonio de Ulloa della triangolazione effettuata tra Quito e Cuenca dalla Missione Geodetica Francese all'Equatore, nel 1735-1744

Sia Ulloa che un altro membro della Missione Geodetica francese, Pierre Bouguer, raccontarono che mentre camminavano vicino alla cima del Monte Pambamarca videro le loro ombre proiettate su una nuvola più bassa, con un "alone o gloria" circolare intorno all'ombra della testa dell'osservatore. Ulloa osservò: "La cosa più sorprendente è che, delle sei o sette persone presenti, ognuna ha visto il fenomeno solo all'ombra della propria testa, e non ha visto nulla intorno alla testa degli altri".

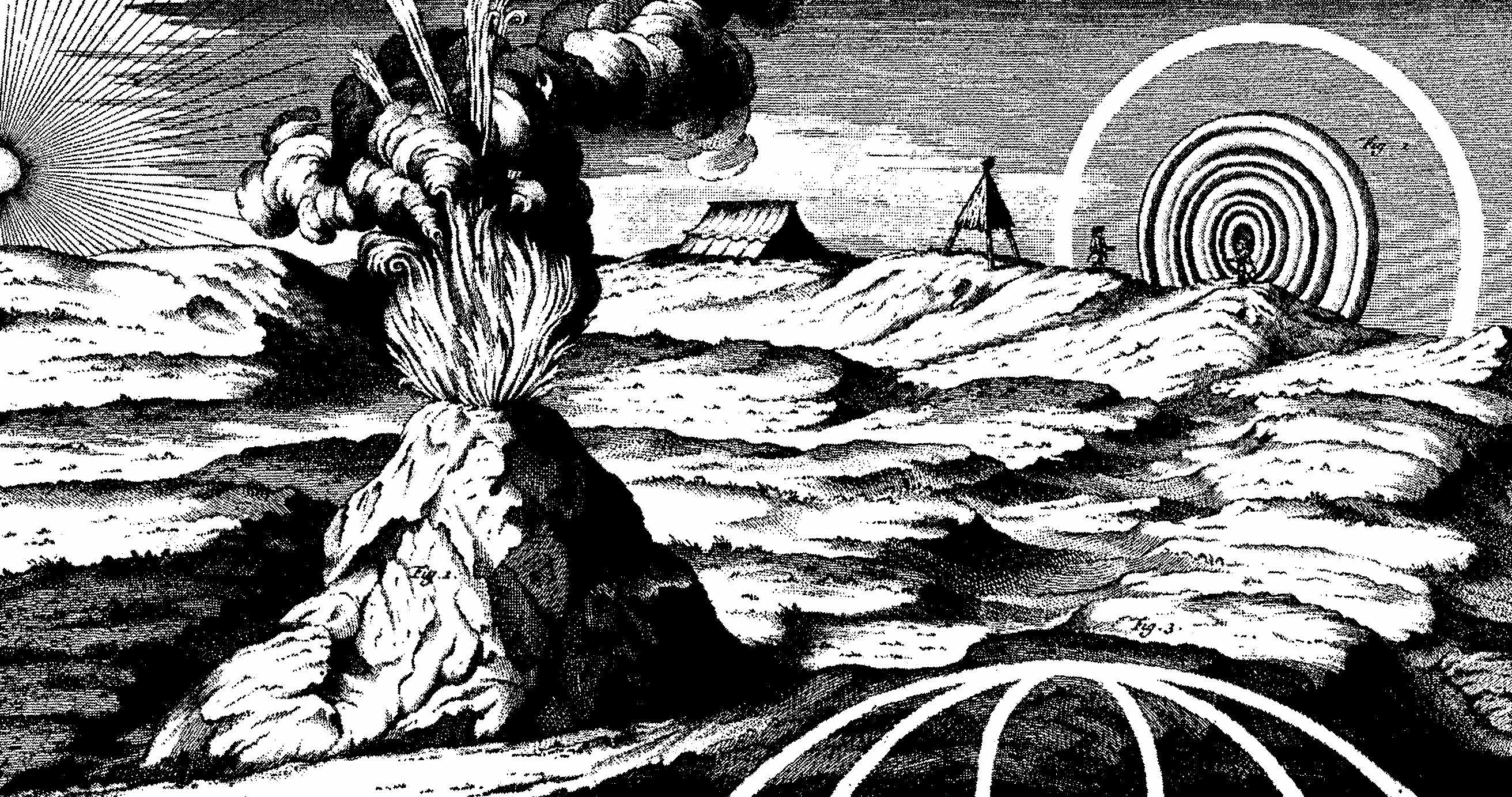
Illustrazione tratta da Juan e Ulloa, Viaggio in Sud America, raffigurante tre scene separate: a sinistra, un vulcano in eruzione; in alto a destra, glorie ottiche circondate da un arco di nebbia; e in basso a destra, archi di luce bianca vicino alla cima di una montagna

Questa è stata chiamata "aureola di Ulloa" o "aureola di Bouguer". È simile al fenomeno che in seguito divenne noto come lo "spettro del Brocken" dal nome del Brocken, la vetta più alta delle montagne dell'Harz nella Germania centrale.  Ulloa riferì che gli aloni erano circondati da un anello più grande di luce bianca, che oggi sarebbe chiamato arco di nebbia. In altre occasioni, osservò archi di luce bianca formati dalla luce lunare riflessa, la cui spiegazione è sconosciuta, ma che potrebbero essere stati correlati ad aloni di cristalli di ghiaccio.
I risultati finali della Missione geodetica francese, pubblicata da La Condamine nel 1745, combinati con le misurazioni dell'arco meridiano vicino al Circolo polare artico che erano state pubblicate nel 1738 da Pierre Louis Maupertuis dopo la Missione geodetica francese in Lapponia, confermarono in modo decisivo le previsioni fatte per la prima volta da Isaac Newton nel libro III dei suoi Principia Mathematica del 1687. Questi risultati contribuirono notevolmente al trionfo del newtonianesimo sul cartesianesimo tra i sapienti dell'Europa continentale. Anche la determinazione della figura precisa della Terra era considerata di importanza pratica per la navigazione.
Al suo ritorno in Spagna, de Ulloa fu catturato dagli inglesi, ma fu presto rilasciato grazie a un massone inglese, che si offrì di introdurlo nella massoneria. Fu poi nominato Direttore della Royal Society di Londra, in riconoscimento delle sue conquiste scientifiche. Successivamente De Ulloa fondò il primo museo di storia naturale, il primo laboratorio metallurgico in Spagna e l'osservatorio di Cadice.

### Governatore della Louisiana

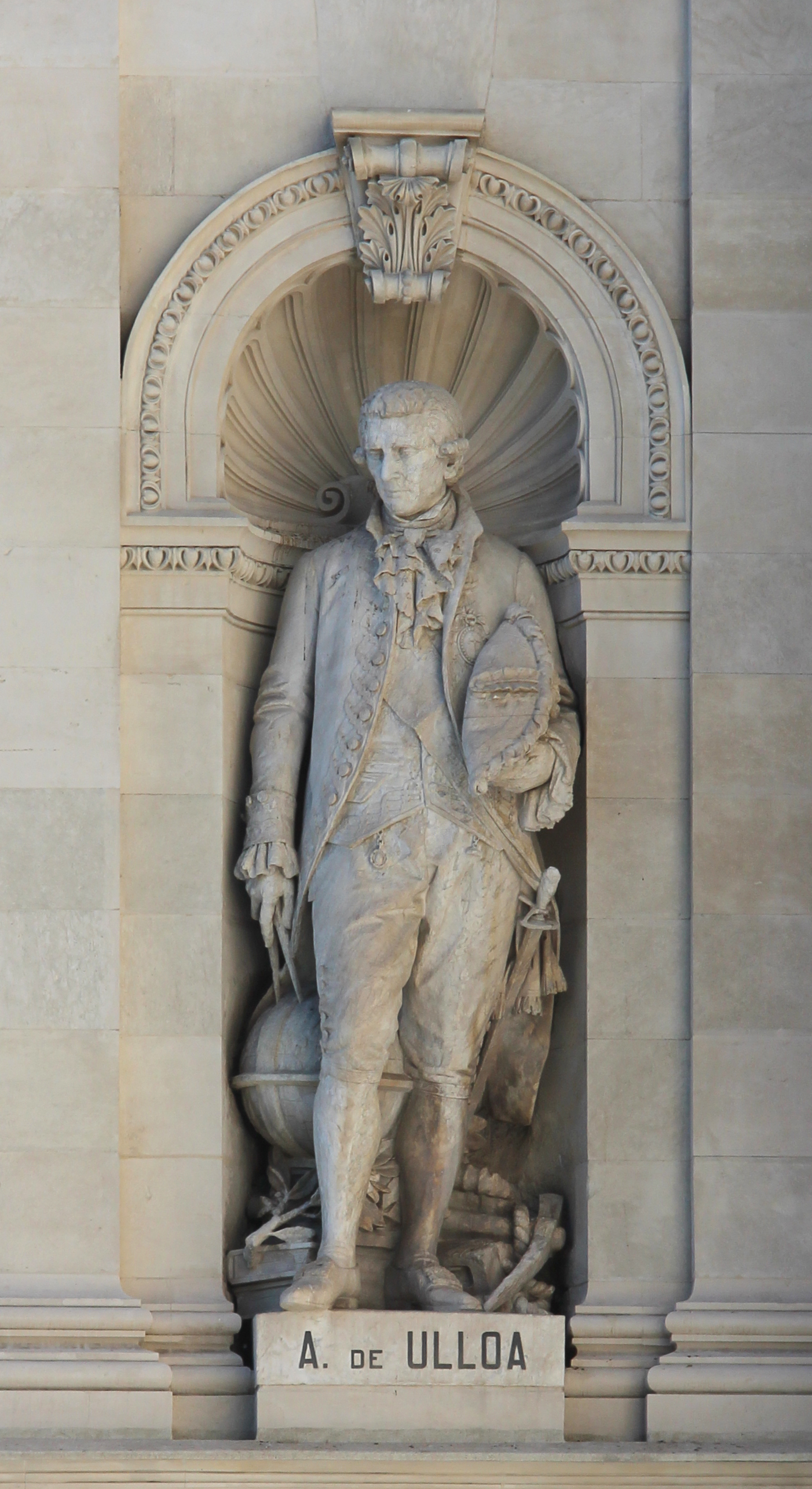
Statua di Antonio de Ulloa sulla facciata del Ministero dell'agricoltura spagnolo dell'artista José Alcoverro (1899)

Dopo aver servito come governatore di Huancavelica, in Perù, per circa sei anni, de Ulloa divenne il primo governatore spagnolo della Louisiana nel 1766. Tuttavia, permise alla bandiera francese di rimanere sulla città di New Orleans, lasciando l'amministrazione del territorio a Funzionari creoli francesi mentre lui e la sua famiglia si nascondevano a La Balize. Fu segretamente coinvolto nella spedizione di schiavi e vagabondi in un cantiere dei massoni in Messico, al fine di svolgere un'indagine sui manufatti Maya e, nel 1768, impose restrizioni commerciali a beneficio del suo Ordine massonico.
Queste azioni causarono un continuo peggioramento della statura pubblica di de Ulloa, con una ribellione che divampava tra la popolazione creola francese. Sconosciuto al governatore, un gruppo di ribelli aveva iniziato a indagare sugli schiavi scomparsi. Ha quindi deciso di causare più disturbo possibile all'interno della città, nel tentativo di costringere il governatore a lasciare il suo nascondiglio a La Balize. Per raggiungere questo obiettivo, il gruppo di ribelli incitò una rivolta, intercettò una consegna di polvere da sparo e distrusse una nave militare spagnola.
Alla fine, il caos diffuso all'interno della città costrinse de Ulloa a lasciare La Balize e tentare di negoziare per la pace. Tuttavia, la sua carrozza è caduta in un'imboscata durante il viaggio, che era stata orchestrata dai ribelli. Dopo che le sue guardie furono abbattute, de Ulloa fu affrontato dal gruppo di ribelli, che era venuto per ucciderlo. Tuttavia, il governatore contratta per la sua vita e quella della moglie incinta,  offrendo le poche informazioni in suo possesso.
De Ulloa consegnò ai ribelli una mappa che li avrebbe condotti al cantiere in Messico, suggerendo che gli operai che vi erano stati inviati, stavano scavando per trovare antichi manufatti importanti per i massoni. Inoltre,  offrì ai ribelli una speciale lente di decodifica che poteva essere utilizzata per decifrare documenti crittografati. Accettando il commercio, i ribelli scelsero di risparmiare il governatore e gli dissero di allontanare se stesso e la sua famiglia dal continente. De Ulloa, sollevato, ringraziò il gruppo di ribelli, anche se loro si affrettarono a ricordargli che i massoni l'avrebbero punito prima o poi per il suo tradimento.
De Ulloa successivamente fuggì da New Orleans, ritirandosi dalla vita pubblica e dal servizio per i massoni. Per il resto della sua vita prestò servizio come ufficiale di marina, prima di morire pacificamente nel 1795, ormai vecchio.

## Curiosità
Antonio de Ulloa è apparso nel videogioco del 2012 della ubisoft assassin's creed liberation, in cui fa parte dell'Ordine dei Templari.